# Gims

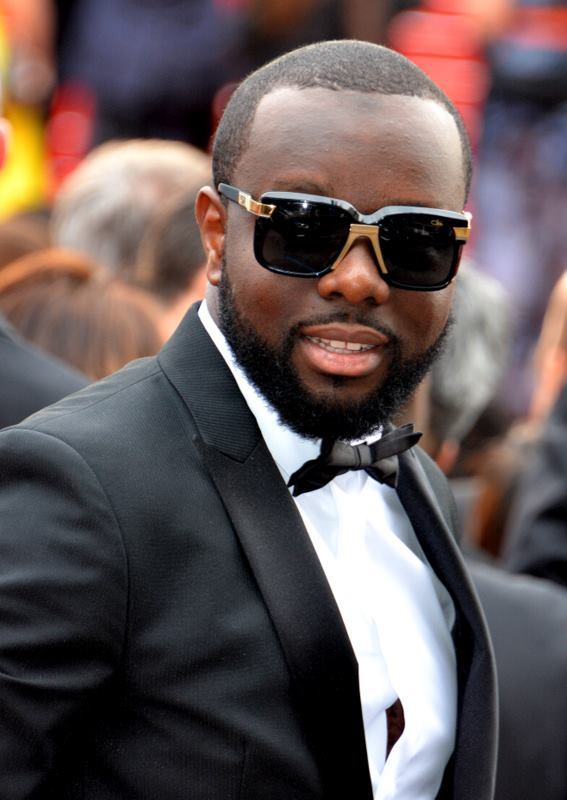
Maître Gims (2016)

Gandhi Bilal Djuna [gãdi bilɛl dʒuna] (* 6. Mai 1986 in Kinshasa, Zaire; bekannt unter seinem Künstlernamen Gims, früher auch Maître Gims [mɛtʁə gims]) ist ein kongolesischer Rapper und Sänger. Er war Mitglied der Gruppe Sexion d’Assaut. Zu seinen bekanntesten Titeln als Solokünstler zählen J’me tire, Bella, Est-ce que tu m’aimes? und Loin.

## Leben
Gandhi Bilal Djuna wurde in Zaire, der heutigen Demokratischen Republik Kongo, geboren und kam im Alter von drei Jahren nach Frankreich. Er stammt aus einer musikalischen Familie, sein Vater ist Djuna Djanana, ein Sänger der Papa Wemba Band, sein Bruder Dadju war Mitglied der Gruppe The Shin Sekai, die Brüder Bedjik und Xgangs sind auch Rapper.
Aufgewachsen im 3. Arrondissement von Paris zog er später ins 9. und schließlich ins 19. Arrondissement. Er studierte Kommunikation und Grafikdesign. 2004 konvertierte er vom Christentum zum Islam und nahm den zweiten Vornamen Bilal an.
Gims und seine Band Sexion d’Assaut sind in Frankreich für ihre homophoben Entgleisungen bekannt. In einem seiner Songs hat Gims zur Verstümmelung homosexueller Männer aufgerufen.
2018 gab er an, dass ihm die französische Staatsbürgerschaft verweigert wurde. Den Berichten der Presse zufolge sei der Grund seine Bigamie, welche gemäß französischem Recht nicht erlaubt ist.

## Karriere
Unter dem Namen Gims trat er mit seinen Freunden von Sexion d’Assaut auf und nahm 2003 mit ihnen den Titel Coup 2 Pression auf und arbeitete zur selben Zeit mit JR im Duo-Projekt Prototype 3015. Er entschloss sich, Maître seinem Namen hinzuzufügen sowie das Pseudonym le Fléau („Der Fluch“) zu benutzen. Nach einigen unabhängigen Releases trafen Sexion d’Assaut ihren derzeitigen Manager Dawala im Untergrund von Châtelet-Les Halles. Daraufhin gaben sie 2005 eine CD unter dem Namen La Terre du Milieu („Mittelerde“) heraus. Maître Gims zeichnete das Cover. Im Jahr 2007 arbeitete er auch als Produzent, schrieb instrumentale Stücke und veröffentlichte seine Maxi-CD Pour ceux qui dorment les yeux ouverts („Für diejenigen, die mit offenen Augen schlafen“). Auf der Maxi waren Stücke mit Sexion d’Assaut, Rapper Koma (von Scred Connexion) und Sängerin Carole vertreten. In der Zwischenzeit nahm er mit Sexion d’Assaut an zwei 12-Inch’All-Star-Kämpfen in der Salle du Batofar teil, ein berühmtes Battle des Pariser Untergrunds. Nach dem Gewinn der zweiten Battle galt er als einer der besten französischen Freestyler. 2008 nahm er mit 3e Prototype das Album Le Renouveau („Die Erneuerung“) auf und tourte auf lokalen Festivals, um seinen Bekanntheitsgrad zu steigern.
2011 arbeitete Gims mit seinem Vater Djuna Djanana zusammen an einem neuen Album von Djanana. Im Jahr 2012 publizierte der Künstler das Comic Au coeur du Vortex („Im Herzen des Wirbels“). 2013 veröffentlichte er sein erstes Soloalbum Subliminal, das ihm dank der darauf enthaltenden Singles J’me tire und Bella weitreichende Bekanntheit einbrachte. Ebenso auch die im April 2015 erschienene Lead-Single Est-ce que tu m’aimes? wurde für Gims als Solokünstler mit über einer Million verkauften Einheiten ein internationaler Erfolg. Sein zweites Soloalbum Mon cœur avait raison wurde Ende August 2015 als Doppelalbum lanciert. Die erste der beiden CDs besteht vor allem aus urbanem Pop und Pop sowie die zweite dem eigentlichen Ursprung von Gims, dem Rap. Sein drittes Soloalbum kündigte er Anfang November 2016 auf Snapchat an.
Mit der Single Loin stieg er Anfang 2017 erstmals auch in die deutschen Singlecharts ein und erreichte die Top 10.
Ende März 2018, nach der Veröffentlichung von einigen Singles, erschien sein drittes Album Ceinture Noire. Es enthält 40 Lieder und Kollaborationen mit MHD, seinem Bruder Dadju oder auch Lil Wayne. Nach einer weiteren Edition mit drei zusätzlichen Songs, erscheint Ende April 2019 eine Reedition von Ceinture Noire, welche Transcedance heißt.
Im Frühjahr 2019 änderte er seinen zeitweiligen Künstlernamen Maître Gims zurück in den Namen Gims.
Der Netflix-Dokumentarfilm Gims: On the Record (2020) zeichnet die bisherige Karriere des Sängers nach.

## Diskografie
Studioalben

| Jahr | Titel Musiklabel                                                       | Höchstplatzierung, Gesamtwochen, AuszeichnungChartplatzierungen (Jahr, Titel, Musiklabel, Platzierungen, Wochen, Auszeichnungen, Anmerkungen) | Höchstplatzierung, Gesamtwochen, AuszeichnungChartplatzierungen (Jahr, Titel, Musiklabel, Platzierungen, Wochen, Auszeichnungen, Anmerkungen) | Höchstplatzierung, Gesamtwochen, AuszeichnungChartplatzierungen (Jahr, Titel, Musiklabel, Platzierungen, Wochen, Auszeichnungen, Anmerkungen) | Höchstplatzierung, Gesamtwochen, AuszeichnungChartplatzierungen (Jahr, Titel, Musiklabel, Platzierungen, Wochen, Auszeichnungen, Anmerkungen) | Höchstplatzierung, Gesamtwochen, AuszeichnungChartplatzierungen (Jahr, Titel, Musiklabel, Platzierungen, Wochen, Auszeichnungen, Anmerkungen) | Höchstplatzierung, Gesamtwochen, AuszeichnungChartplatzierungen (Jahr, Titel, Musiklabel, Platzierungen, Wochen, Auszeichnungen, Anmerkungen) | Anmerkungen                                                                       | [↑]: gemeinsam behandelt mit vorhergehendem Eintrag; [←]: in beiden Charts platziert |
| Jahr | Titel Musiklabel                                                       | FR | BEW | BEF | DE | AT | CH | Anmerkungen                                                                       |                                                                                      |
| ---- | ---------------------------------------------------------------------- | --- | --- | --- | --- | --- | --- | --------------------------------------------------------------------------------- | ------------------------------------------------------------------------------------ |
| 2013 | Subliminal Wati-B                                                      | FR2 Diamant · (176 Wo.)FR | BEW1 Gold · (164 Wo.)BEW | BEF47 (28 Wo.)BEF | — | — | CH11 (41 Wo.)CH | Erstveröffentlichung: 20. Mai 2013 Verkäufe: + 515.000                            |                                                                                      |
| 2015 | Mon cœur avait raison Wati-B (SME)                                     | FR1 Diamant · (106 Wo.)FR | BEW1 Platin · (… Wo.)BEW | BEF24 (43 Wo.)BEF | — | — | CH3 Platin · (68 Wo.)CH | Erstveröffentlichung: 28. August 2015 Verkäufe: + 580.000                         |                                                                                      |
| 2018 | Ceinture noire Chahawat (B1)                                           | FR1 ×2Doppeldiamant · (138 Wo.)FR | BEW1 Platin · (269 Wo.)BEW | BEF28 (43 Wo.)BEF | DE48 (3 Wo.)DE | — | CH1 Gold · (84 Wo.)CH | Erstveröffentlichung: 23. März 2018 Verkäufe: + 1.030.000                         |                                                                                      |
| 2020 | Le fléau / Les vestiges du fléau Géante Rouge (B1)                     | FR1 ×2Doppelplatin · (96 Wo.)FR | BEW7 (57 Wo.)BEW | — | — | — | CH14 (8 Wo.)CH | Erstveröffentlichung: 4. Dezember 2020 / 28. Mai 2021 a Verkäufe: + 200.000       |                                                                                      |
| 2021 | L’empire de Méroé Géante Rouge (B1)[FR: ↑]                             | FR1 ×2Doppelplatin · (96 Wo.)FR | BEW80 (2 Wo.)BEW | — | — | —[CH: ↑] | CH14 (8 Wo.)CH | Erstveröffentlichung: 3. Dezember 2021                                            |                                                                                      |
| 2022 | Les dernières volontés de Mozart (Symphony) Géante Rouge (B1)          | FR4 Platin · (54 Wo.)FR | BEW23 (22 Wo.)BEW | — | — | — | CH47 (2 Wo.)CH | Erstveröffentlichung: 2. Dezember 2022 Verkäufe: + 100.000                        |                                                                                      |
| 2024 | Le nord se souvient / Le nord se souvient: L’odyssée Géante Rouge (B1) | FR1 ×3Dreifachplatin · (… Wo.)FR | BEW1 (… Wo.)BEW | — | — | — | CH7 (… Wo.)CH | Erstveröffentlichung: 13. September 2024 / 20. Februar 2025 b Verkäufe: + 300.000 |                                                                                      |